# Zheng Fengrong
Zheng Fengrong (née le 25 mai 1937 dans la province du Shandong) est une athlète chinoise, spécialiste du saut en hauteur. 

## Biographie
Le 17 novembre 1957, Zheng Fengrong devient, hommes et femmes confondus, la première athlète chinoise à détenir un record du monde sportif. Elle franchit 1,77 m à Pékin et améliore d'un centimètre le record du monde du saut en hauteur que venait de battre la Roumaine Iolanda Balaş un mois auparavant.
Lors de la cérémonie d'ouverture des Jeux olympiques d'été de 2008, à Pékin, Zheng Fengrong fait partie des huit porteurs du drapeau olympique.